# Sadiates
Sadiates (en llatí Sadyattes, en grec antic Σαδυάττης) va ser rei de Lídia. Era de la dinastia dels mèrmnades.
Va succeir al seu pare Ardis II i va regnar al final del segle vii en unes dates que se situen entre el 633 aC i 621 aC amb uns tres anys de marge. Va fer la guerra contra Milet durant un sis anys, guerra que va continuar el seu fill i successor Aliates II, segons diu Heròdot. Nicolau Damascè explica una història d'aquest rei, al que fa fill d'Aliates II.